# История на политическите и правни учения
Историята на политическите партии и учения е учебна дисциплина, преподавана и изучавана в специалностите Политология и Право на висшите училища.
Предметът ѝ разглежда и изследва закономерностите и развитието в исторически аспект на разните политико-правни теории и концепции за държавата, правото и юриспруденцията.
В развитието си до съвременната епоха, политическите и правни учения следват възникването, развитието, разпадането и разлагането на цивилизациите:
- Политическа и правна идеология в Древна Индия;
- Политическа и правна мисъл на Древен Китай;
- Развитие на демократическите учения в Древна Гърция (Платон, Аристотел);
- Политическо-правни учения на Древен Рим (Цицерон, Гай, Павел, Упиян, Модестин);
- Теократически доктрини (Аврелий Августин);
- Средновековна схоластика (Тома Аквински, Марсилий Падуански);
- Учението на Николо Макиавели за държавата и политиката;
- Политико-правни идеи на Реформацията и Контрареформацията (Мартин Лутер, Жан Калвин, Общество на Исус);
- Политико-правно учение на Жан Боден;
- Утопичните политико-правни идеи на Томас Мор и Томазо Кампанела;
- Учението на Хуго Гроций за държавата и правото;

В съвременността водещите политически идеологии са консерватизъм, либерализъм и социализъм, които с течение на времето търпят развитие и промени със съответните варицаии и отклонения от естеството (консервативна революция, неолиберализъм, комунизъм).